# Концерт для фортепиано с оркестром № 3 (Прокофьев)
Концерт № 3 для фортепиано с оркестром до мажор Op. 26 — сочинение С. С. Прокофьева, относится к числу наиболее часто исполняемых его фортепианных концертов.

## История создания
Концерт был задуман ещё в декабре 1916 года. Прокофьев использовал для финала темы из финала двухчастного струнного квартета (от этого замысла композитор отказался). Закончил сочинение Прокофьев в Рошле (Бретань), в октябре 1921 года. Премьера Третьего фортепианного концерта состоялась в Чикаго 16 декабря 1921 года, Чикагским симфоническим оркестром дирижировал Ф. Сток, солировал композитор. Это исполнение не привлекло к себе особенного внимания. Критику Chicago Herald сочинение Прокофьева «показалось футуристической картиной, составленной из шумов». Исполнение концерта в Нью-Йорке, несмотря на руководство оркестром А. Коутса, также не имело успеха. Гораздо более успешной была парижская премьера 22 апреля 1922 года, в которой солировал автор, а оркестром дирижировал С. Кусевицкий. В СССР концерт был впервые исполнен 22 марта 1925 года в Москве С. Фейнбергом и Оркестром театра революции под управлением К. С. Сараджева, в Ленинграде он впервые прозвучал 12 мая того же года в исполнении Н. Позняковской и оркестра под управлением Х. Унгера. Прокофьев исполнял Третий концерт во время своей первой поездки в СССР в 1927 году — в Москве (24.1.1927, 31.1.1937, БЗК, с оркестром Персимфанса).

## Структура
Концерт состоит из трех частей примерно одинаковой продолжительности; общее время звучания около 30 минут.
1. Andante — Allegro
2. Tema con variazioni (Тема с вариациями)
3. Allegro, ma non troppo

## Инструменты
Концерт написан для: фортепиано, 2 флейт, 1 флейты-пикколо, 2 гобоев, 2 кларнетов, 2 фаготов, 4 валторн, 2 труб, 3 тромбонов, литавр, большого барабана, тарелок, кастаньет, бубна, скрипок, альтов, виолончелей, контрабасов.

## Отзывы и культурное влияние
Третий концерт относится к числу наиболее часто исполняемых фортепианных концертов Прокофьева. Биограф композитора И. Г. Вишневецкий называет его «самым совершенным из сочинённых Прокофьевым. Применительно к нему можно говорить о подведении итогов жанровому поиску, о философии и логике, запечатлевшихся в звуках». В архиве Прокофьева сохранилось стихотворение К. Д. Бальмонта «Третий концерт», написанное под впечатлением первых авторских исполнений этой музыки во Франции:
| Ликующий пожар багряного цветка, Клавиатура слов играет огоньками, Чтоб огненными вдруг запрыгать языками. Расплавленной руды взметенная река. Мгновенья пляшут вальс. Ведут гавот века, Внезапно дикий бык, опутанный врагами, Все путы разорвал и стал, грозя рогами. Но снова нежный звук зовет издалека. Из малых раковин воздвигли замок дети. Балкон опаловый утончен и красив. Но, брызнув бешено, все разметал прилив. Прокофьев! Музыка и молодость в расцвете, В тебе востосковал оркестр о звонком лете И в бубен солнца бьет непобедимый скиф. |

## Рецепция
Сам Прокофьев записал Третий концерт в 1932 году с Лондонским симфоническим оркестром под управлением П. Копполы. Среди интерпретаторов Третьего концерта Байрон Джейнис (с оркестром под управлением К. Кондрашина, 1962), Уильям Капелл (А. Дорати), Мишель Бероф (К. Мазур, 1974), Е. И. Кисин (К. Аббадо, 1993; В. Ашкенази, 2008), Ефим Бронфман (З. Мета, 1991), В. В. Крайнев (Д. Г. Китаенко, 1992), М. В. Плетнёв (М. Л. Ростропович, 2002), Лан Лан (С. Реттл, 2013), Дж. Браунинг (Э. Ляйнсдорф, 1967), В. Клиберн (В. Хендль, 1960), В. Постникова (Г. Н. Рождественский, 1985), Д. Мацуев (В. А. Гергиев, 2014), Б. Березовский, Д. Трифонов и многие другие.